# Bibliographisches Institut & FA Brockhaus AG
«Bibliographisches Institut & F. A. Brockhaus AG» — німецьке видавництво, що випускало різноманітну довідкову та енциклопедичну літературу. Трьома його найвідомішими виданнями були багатотомні універсальні енциклопедії «Брокгауз», «Мейер» і «Дуден».

## Історія
Восени 1805 року в Амстердамі торговцем мануфактурними товарами Ф. А. Брокгаузом було засновано підприємство з торгівлі та видання німецьких книг. Оскільки сам Брокгауз, будучи іноземцем, не міг бути членом такої корпорації, звання видавця прийняв на себе друкар І. Г. Ролоф, і попередньою назвою видавництва стало «Rohloff & Co.». У 1807 році його перейменували в «Kunst- und Industrie-Comptoir».
У 1811 році в зв'язку з нестабільним становищем в країні (роком раніше Нідерланди були приєднані до Французької імперії і перестали існувати як самостійна держава) Брокгауз переніс видавництво до Німеччини, в місто Альтенбург, де воно почало працювати під назвою "Kunst- und Industrie Comptoir von Amsterdam ", а з 1814 року — «F. A. Brockhaus» (ця назва збереглася практично незмінним до сьогоднішнього дня).
Видавнича діяльність швидко розширювалася, і до 1818 року фірма перебазувалася в Лейпциг, де Брокгаузом був заснований великий видавничий дім.